# UGC 5832
UGC 5832 = Arp 291 ist eine Balken-Spiralgalaxie vom Hubble-Typ SB im Sternbild Löwe, die schätzungsweise 50 Mio. Lichtjahre von der Milchstraße entfernt ist. Halton Arp gliederte seinen Katalog ungewöhnlicher Galaxien nach rein morphologischen Kriterien in Gruppen. Dieses Galaxienpaar gehört zu der Klasse Galaxien mit Windeffekten.

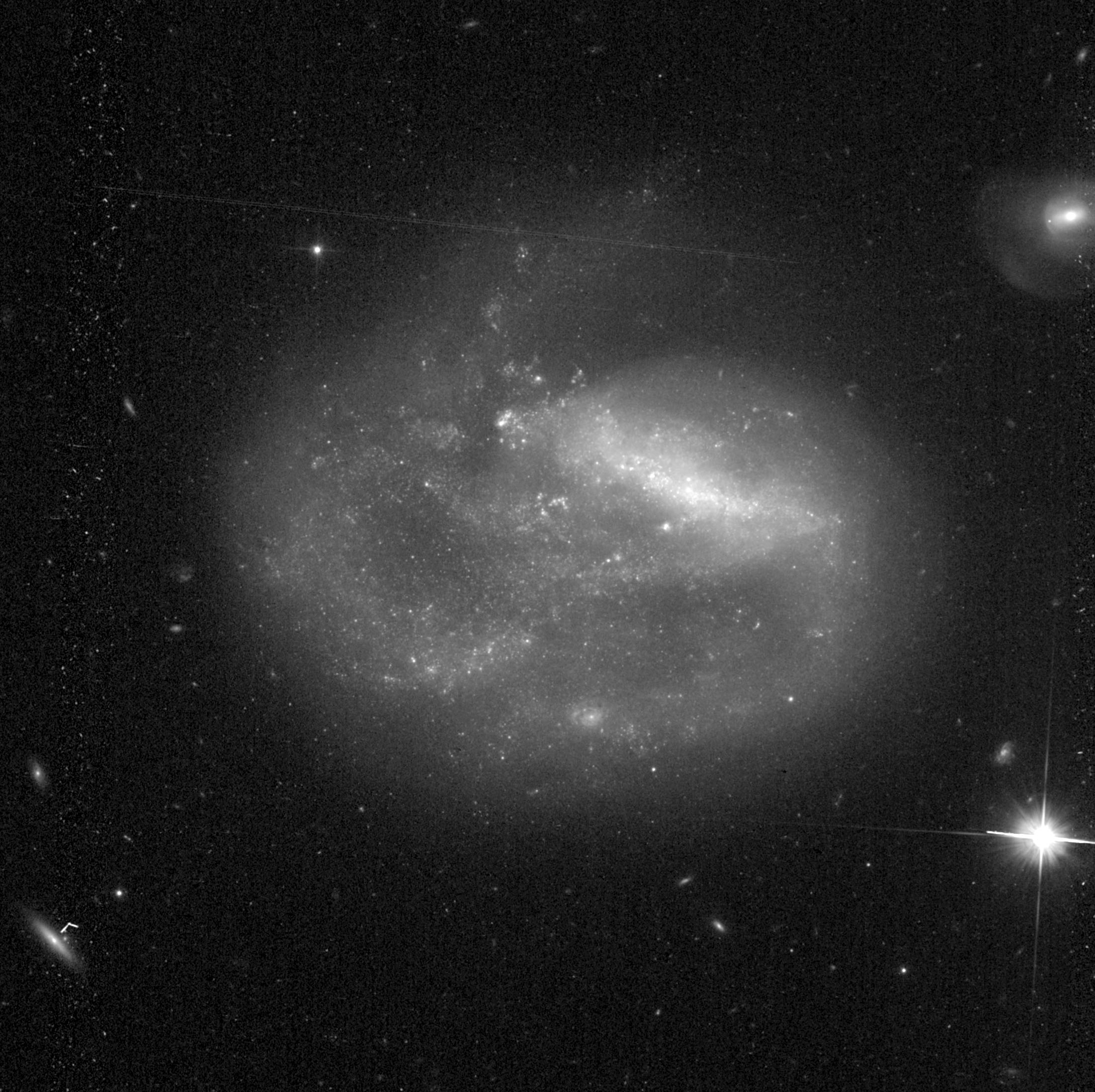
Aufnahme mithilfe des Hubble-Weltraumteleskops